# والتر هنريكه دا سيلفا
والتر هنريكي دا سيلفا (بالبرتغالية: Walter Henrique da Silva‏) لاعب كرة قدم برازيلي.
ترعرع في بورتو أليغري في البرازيل وبدأ حياته الرياضية مع نادي انتر ناسيونالي بورتو اليجري ابصر النور 22/7/1989 يلعب لمنتخب البرازيل وكانت أول مباراة له ضد منتخب باراغواي.

## روابط خارجية
- والتر هنريكه دا سيلفا على موقع الاتحاد الأوربي (الإنجليزية)
- والتر هنريكه دا سيلفا على موقع قاعدة بيانات كرة القدم.إي يو (الإنجليزية)
- والتر هنريكه دا سيلفا على موقع Soccerway.com (الإنجليزية)
- والتر هنريكه دا سيلفا على موقع عالم كرة القدم.نت (الإنجليزية)